# Pandémie de Covid-19 au Salvador
La pandémie de Covid-19 au Salvador démarre officiellement le 18 mars 2020. À la date du 26 octobre 2022, le bilan est de 4 230 morts.

## Mesures gouvernementales
Le gouvernement du président Nayib Bukele adopte une attitude répressive pour faire respecter les mesures de confinement. Passant outre l’interdiction de la Cour suprême (dont les membres seront destitués) d’utiliser les forces armées, le gouvernement fait déployer les troupes pour arrêter les Salvadoriens qui violent les restrictions de sortie. Ces derniers sont ensuite dirigés vers des centres de quarantaine aux airs de prison. 
Cette stratégie a été critiquée par Amnesty International : « Les autorités ont arrêté des milliers de personnes et les ont conduites dans des centres de détention qui manquent souvent de mesures visant à garantir un niveau minimal d’hygiène et de distanciation physique. Avec cette stratégie, le gouvernement ne fait qu’augmenter le risque de contagion au lieu de protéger les gens contre le virus. En outre, la détention de personnes sorties chercher de l’eau, de la nourriture et des médicaments touche de manière disproportionnée les pauvres. Le Salvador a besoin de solutions globales afin de lutter contre les inégalités et les causes qui les amènent à sortir afin de répondre à leurs besoins élémentaires », estime la directrice du programme Amériques de l'ONG. Néanmoins, ces mesures ont rencontré l'adhésion de la majorité de la population.

### Corruption
Selon une enquête du bureau du procureur général, trois ministres ont détourné de la nourriture destinée aux familles salvadoriennes dans le cadre du programme d’aide d’urgence pour répondre à la crise sanitaire, pour un montant d'au moins 1,6 million de dollars. Ces vivres étaient ensuite revendus à un entrepreneur connu pour ses activités criminelles sur le marché noir. 
En mai 2021, le Parlement a voté une loi accordant l’immunité rétroactive aux membres du gouvernement et aux entrepreneurs privés pour toute action en lien avec les dépenses durant la crise sanitaire.

## Statistiques

Nombre de cas au Salvador depuis le début de l'épidémie.

Nombre de morts au Salvador depuis le début de l'épidémie.